# Шаснеј
Шаснеј (фр. Chasseneuil) насеље је и општина у централној Француској у региону Центар (регион), у департману Ендр која припада префектури Шаторо.
По подацима из 2011. године у општини је живело 675 становника, а густина насељености је износила 22,61 становника/km². Општина се простире на површини од 29,85 km². Налази се на средњој надморској висини од 162 метара (максималној 177 m, а минималној 93 m).

## Демографија
| 1962. | 1968. | 1975. | 1982. | 1990. | 1999. | 2011. |
| ----- | ----- | ----- | ----- | ----- | ----- | ----- |
| 600   | 683   | 594   | 573   | 580   | 620   | 675   |

График промене броја становника у току последњих година